# Human Nature (Madonna-dal)
A Human Nature című dal Madonna amerikai énekesnő negyedik és egyben utolsó kimásolt kislemeze a Bedtime Stories című hatodik stúdióalbumáról. A dal egy úgynevezett válaszdal a zenekritikusoknak, akik az előző két év provokatív képét és Madonna szexuális tartalmú műveinek megjelenését alakították ki. A Madonna és Dave Hall által írt "Human Nature" című dal zenei alapjai az 1994-es Main Source "What You Need" című dalából származnak. Ezért a dal írói Shawn McKenzie, Kevin McKenzie, és Michael Deering nevéhez is fűződik. A dalt a Maverick kiadó jelentette meg 1995. május 30.-án.
A "Human Nature" egy kortárs R&B dal, ahol dobok hangjai hallatszanak végig a dalban. Madonna pedig szarkasztikusan szónoki kérdéseket tesz fel az elmúlt két év valós cselekedetei alapján. A dal többnyire pozitív kritikákat kapott a zenekritikusoktól, akik később felfigyeltek a dal himnikus és erőt adó jellegére. A "Human Nature" egy közepes sláger lett az Egyesült Államokban. A Billboard Hot 100-as listán a 46., a Hot Dance Club Play listán pedig a 2. helyen végzett. Az Egyesült Királyságban a dal a 8. helyezést érte el. Olaszországban Top 10-es, míg Ausztráliában Top 20-as helyezést ért el.
A dalhoz tartozó klipet Jean-Baptiste Mondino rendezte, ahol Madonna és táncosai latexben, és bőrruhában láthatók, miközben egy rendkívüli koreográfiát táncolnak. Az S&M képei által ihletett videó később hatással volt Rihanna és Christina Aguilera énekesek munkásságára. Madonna a dalt négy koncertturnéján adta elő. Legutóbb a 2019–2020-as Madame X Tour részeként. 2012-ben a The MDNA Tour isztambuli állomásán Madonna kitette a mellbimbóit, mely hatalmas vita tárgyává vált.

## Előzmények és megjelenés

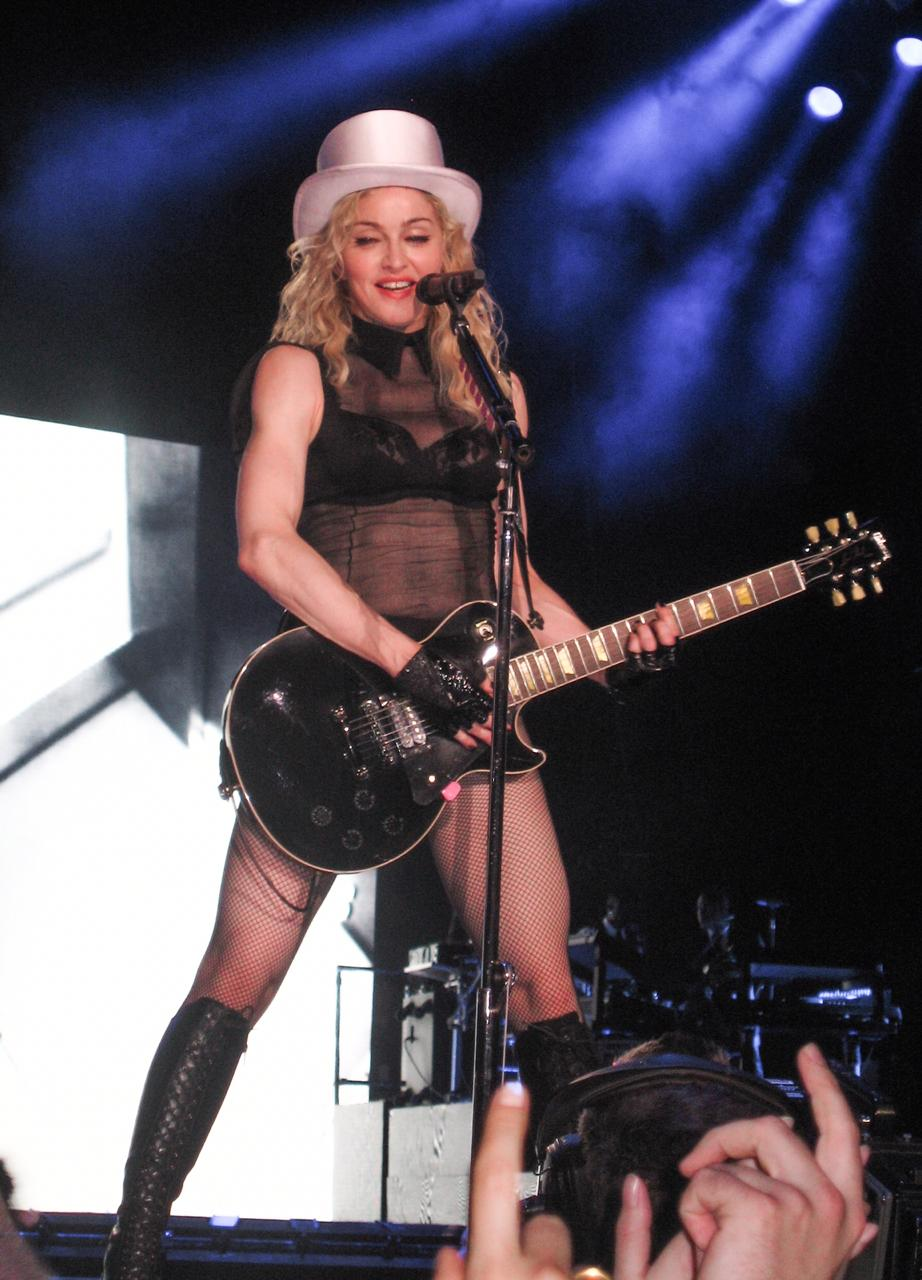
Madonna előadja a "Human Nature" című dalt a Sticky & Sweet Tour (2008-2009) részeként egy fekete Les Paul gitáron.

1992-ben Madonna kiadta a "Sex" című könyvét, és ötödik stúdióalbumát az Erotica-t, mely kifejezetten erősen szexuális tartalmú. A következő évben a Body of Evidence című erotikus thrillerben is szerepelt. Madonna az erotikát népszerűsítette a The Girlie Show világkörüli turnéján, melyet tiltakozással, és bojkott fenyegetéssel fogadtak a nyílt szexuális tartalom miatt. 1994 márciusában Madonna fellépett David Letterman Late Show című esti műsorában, ahol erősen kritizálták ellentmondásos viselkedése, és a trágár szavak használata miatt. Szexuális filmjének, albumának, és könyvének megjelenése, valamint a Letterman showban történő viselkedése miatt mind arra készítette a kritikusokat, hogy Madonnát szexuális renegátként kezeljék. A kritikusok és a rajongók erős negatív nyilvánossággal szembesültek, akik megjegyezték, hogy "túl messzire ment" és ez a karrierje végét jelenti.
Madonna tompítani akarta szexuális arculatát. Első próbálkozása az volt, hogy kiadta az "I'll Remember" (1994) című balladát mely a With Honors című film egyik betétdala. Zeneileg új irányba akart elmozdulni, és elkezdte felfedezni a new-jack R&B stílusokat, egy általánosan mainstream rádióbarát hangzással. Beépítve azt hatodik Bedtime Stories című stúdióalbumába, mely 1994 októberében jelent meg. Mary von Aue a Vica magazin újságírója megjegyezte, hogy Madonna és publicistája Liz Rosenbert elkezdte népszerűsíteni az albumot, amolyan bocsánatkérés albumként, és a promóciós videók azt ígérték, hogy nem lesz szexuális tartalmú utalás az albumon.
Az énekesnő azonban továbbra is azon idegeskedett, hogy a média méltánytalanul bánt el vele az elmúlt két évben. Amikor elkezdett dolgozni Dave Hall producerrel az albumon, írt egy válaszdalt a médiának, mely a "Human Nature" címet kapta. Ez a dal közvetlenül a médiának, és a sajtónak szólt, akik kritizálták, amiért korábbi lemezein tabutémákkal foglalkozott, és ezért megpróbálták megbüntetni. "A dalban azt mondom, hogy hátat fordítok nekik, és nem sajnálom" – magyarázta Madonna. A Billboard úgy jellemezte, hogy Madonna minden eddiginél közvetlenül veszi számba a kritikusait azzal, hogy logikusan, kihívóan támadja a kurvák megszégyenítését. A dal egyben az élete előző két évéről szóló lezárásról is szól. A "Human Nature" végül a 4. és egyben az utolsó kimásolt kislemez lett, melyet 1995. június 6-án adott ki a Maverick kiadó. 25 évvel később a remixeket a streaming és digitális letöltési szolgáltatásokba töltötték fel eme évforduló alkalmából a Pride hónap közepén.

## Felvételek és összetétel

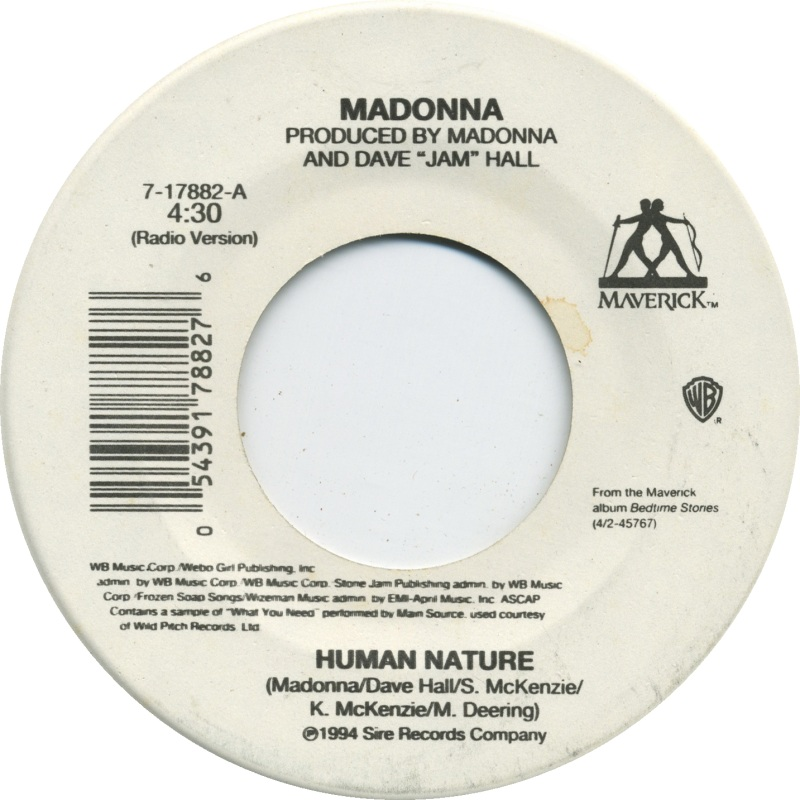
A "Human Nature" amerikai kislemezének A oldala.

A "Human Nature"-t Madonna és Hall írta. A dalt Frederick Jorio és P. Dennis Mitchell rögzítette, és keverte. Robert Kiss pedig segédmérnökként dolgozott a felvételek alatt. Joey Moskowitz pedig a zenei programozást készítette. Zeneileg a dal egy R&B dal hip-hop hatású ritmusokkal. A dal hangmintái a Main Source nevű hip-hop együttes "What You Need" című dalából ered, mely a becsapódó ajtók hangját is tartalmazza. Ezért Shawn McKenzie, Kevin McKenzie és Michael Deering írók is szerepelnek az írók közötti felsorolásban.
A "Human Nature" trip-hop stílusban kezdődik, basszusgitár és dob hangjával. Madonna pedig azt suttogja: "express yourself, don't repress yourself". A dal során a zene ugyanazt az akkordsort járja körbe, Madonna pedig suttogó kifejezéseket mond, hogy ellenpontozza a tényleges szöveget. Énekénben a 90-es évek Soul stílusát alkalmazta, nazális, vékony hangzással. A refrén: "I'm not your bitch, Don't hang your shit on me" sorral végződik, melyet a rádióállomások gyakran cenzúráztak az adásból. Az album többi dalától eltérően a "Human Nature" nem alkalmazza a pentaton dallamos, és mentes a "Bedtime Stories" melankolikus jellegétől, ahogy azt Jon Pareles a The New York Times munkatársa megjegyezte. A dal C-dúrban komponált, 88 BPM ütemmel. Madonna "nazális" énekhangja pedig F3-tól E7-ig terjed, a dal az Fmaj7–E7–Am7–Fmaj7–E7–Am7 ismétlődő sorozatát követi akkordmenetként.
Rikky Rooksby a The Complete Guide to the Music of Madonna szerzője úgy gondolta, hogy a dalszöveg mellett a dal lázadó dalként is értelmezhető, ahol Madonna egy olyan kapcsolatra tekint vissza, ahol nem volt szabad megszólalnia. A dal szövege szarkasztikus háttéréneket tartalmaz, Madonna pedig retorikai kérdéseket tesz fel valós tettei alapján, mint például: "Did I say something wrong? Oops, I didn't know I couldn't talk about sex. I must have been crazy," (Rosszul mondtam valamit? Oops, nem tudtam, hogy nem beszélhetek a szexről. Biztos őrült voltam) A Los Angeles Times tovább pontosította a dalszöveget, miszerint a dalszövegben van védekezés, valamint szarkazmus és bocsánatkérés.
A "Human Nature" című dalból kilenc hivatalos remix készült, melynek többsége az R&B stílust elhagyva a house stílusban készült. A rádió változatból kimaradt a ""I'm not your bitch/Don't hang your shit on me" amely az AllMusic-os Jose F. Promis szerint hiányzik az a bizonyos ütés a dalban, mely ismétlődővé tette. A "Runway Club Mix" le van csupaszítva, míg az "I'm Not Your Bitch Mix" verse és a refrén olyan suttogó megjegyzésekkel van helyettesítve, mint a "Deal with it" és "I'm HIV negative" melyhez sokkal mélyebb house groove-ot adtak hozzá. A hip-hop mixek egy tiszta és egy felnőtt minősítésű verziót tartalmaznak. A Promis szerint a "Love is the Nature Mix" a legjobb remix, mely "örvénylő hangszereket" tartalmaz, melyek a dalt táncdallá alakították.

## Kritikák
A "Human Nature" többnyire pozitív kritikákat kapott a zenekritikusoktól. San Cinquemani a Slant Magazintól pozitívan értékelte a dalt, és kijelentette, hogy Madonna éveken át metaforákkal, fantáziákkal, és kirívó sokkolási taktikákról beszélt, de az előadó felháborodottan visszavágott a "Human Nature" kritikusaira. Nem csak hogy kitartó volt, de felvett egy tükröt, és ő maga lett a tükör. Barbara O'Dair a Rolling Stone-tól szintén pozitívan értékelte a dalt, és megjegyezte, hogy Madonna áthajtja a kritikusait egy éles szinti vonallal kiegészítve egyenesen "Dre"-ből. Madonna üzenete továbbra is az, hogy 'Express yourself, don't repress yourself.' Ezúttal azonban nem csattanással, hanem suttogással érkezik. Scott Kearnan (The Boston Globe) a dalt a 11. helyre rangsorolta a 30 Ultimate Madonna Singles listáján, kijelentve, hogy az "Absolutely no regrets" egy Madonna-mantra, ha valaha egyáltalán volt ilyen. Richard LaBeau (Medium) úgy ítélte meg, hogy Madonna egyik legjobb betörése az R&B világába. A dal sokoldalúan okos, merész, mely nem bocsánatkérő szövegeket tartalmaz, melyek a nem hivatalos kiáltványként szolgálnak.
A Billboard is pozitívan értékelte a dalt. A magazin dicsérte Madonna énekhangját, amely "játékosan csípős és agresszív volt, erős hip-hop groove-val, és egy sor fülbemászó gyönyörű funk gitárjátékkal, és szintetizátor hangjával. A Music Week ötből négy csillaggal jutalmazta a dalt, hozzátéve, hogy Madonna furcsa a Bedtime Stories legemlékezetesebb dalában. Chris Wade s a The Music of Madonna című könyvében azt írta, hogy a "Human Nature" feloldotta az album első néhány dalából származó szomorúságot. "Van ennek a dalnak egy nagyszerű üteme, mely zseniális énekből áll, ahol Madonna suttogással, és felejthetetlen énekkarral válaszol magának" – tette hozzá Wade. Matthew Rettenmund az Encyclopedia Madonnica című könyvében azt írta, hogy a "slágerlistán elért eredmény ellenére" a dal egy modern "önerő-himnusz" lett. Charles Aaron (Spin Magazin) úgy jellemezte a dalt, hogy halk, inycsípős groove-ján át Madonna keményen megharapott találékonysága nem fejez ki sajnálkozást, de együttérez vele. Aaron kiemelte a dalszöveget: "Would it sound better if I were a man?"  Lucy O'Brien írónő a Madonna: Like an Icon című könyvében leírta, hogy a "Human Nature" a Bedtime Stories egyik "legfurcsább" dala volt, amely "szorosan visszatartott, de pusztító haragtól lüktetett".

## Slágerlistás helyezések

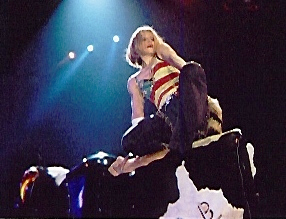
Madonna előadja a "Human Nature" című dalt a Drowned világturnén, (2001) miközben egy mechanikus bikán lovagol.

A "Human Nature" az 57. helyen debütált az Egyesült Államok Billboard Hot 100 listáján az 1995. június 24-ével végződő héten, 7400 eladott példányszámmal. A dal három héttel később a 46. helyen volt csúcson. A dal lett az énekesnő 2. kislemeze, mely nem került be a legjobb 40 közé az Egyesült Államokban, az előző kislemezt a "Bedtime Story"-t követően, mely a 42. helyen érte el a csúcsot. Fred Bronson a Billboard munkatársa arról számolt be, hogy bár a dal egy ponttal feljebb került a listán, a dal kockázatos volt a rádiók számára, így nem sikerült Madonna 33. Top 40-es slágerének lenni. A "Human Nature" sikert aratott a dance listán, a Hot Dance Club Play-n a 2. helyet érte el. A Hot 100 Singles Sales listán a 35. helyezést érte el. A Hot 100-as listán az 58., míg a Hot R&B/Hip Hop Songs listán az 57. lett. Kanadában a dal a 90. helyen debütált az RPM Singles listán 1995. július 10-én. Végül a 64. helyen érte e a csúcsot. A listán összesen hét hétig volt helyezett.
Az Egyesült Királyságban a dal a 8. helyen lépett be a slágerlistára, de összesen csak hat hétig volt helyezett. Az Official Charts Company szerint 2008 augusztusáig a kislemezből 80.685 példányt értékesítettek. Ausztráliában a dal Top 20. helyezett volt, a 17. helyen az ARIA listán. Az ír kislemezlistán a dal csupán a 21. helyen végzett, így nem lett Top 20-as. Új-Zélandon nem volt túl sikeres, így csupán a 37. helyen végzett, és így ez lett Madonna leggyengébben teljesített kislemeze, mely csupán egyetlen hétig volt slágerlistás helyezés. A dal Finnországban, és Svájcban Top 20 volt, így a 7., és a 17. helyen végzett, míg Németországban az 50. helyet érte el.

## Videóklip

### Összetétel
A "Human Nature" című dal videoklipjét Jean-Baptiste Mondino rendezte, aki korábban az Open Your Heart, és Justify My Love című klipeket is rendezte. A klipet két napon keresztül forgatták 1995 májusában a Raleigh Stúdióban, Hollywoodban, Kaliforniában a Palomar Productions Anita Wetterstedt égisze alatt. A video koreográfiáját Jamie King készítette, aki később Madonna koncertkörútjait rendezte. "Azt akarta, hogy táncoljak a "Human Nature" videójában. Én nem akartam, de könyörgött" – mondta Madonna. King volt az egyik táncos, aki S&M ruhában lengő trapézról lógótt a videóban. Táncosa, Lusa Tommassini volt a koreográfiai asszisztens. Madonna fő inspirációja a videó mögött Eric Stanton művész munkája volt, aki S&M ihlette rajzokat készített. Az énekesnő Mondino-t kérte fel a videó rendezésére, mely Stanton munkájának mókás aspektusairól akart szólni, mely jobban táncorientált, mint a Bedtime Stories korábbi videói. Mondino számára az volt a fő probléma, hogy nem volt túl sok tánc a videóban, és ez extra vágást eredményezett.

Emlékszem a legtöbb videóra, amit kameradaruval forgattál, és néhány steadicamra, plusz néhány pásztázásra. Tehát körülbelül öt különböző kamera forgatta a felvételt, és utána pedig őrült szerkesztésbe kezdtél, mely ugyan nagy szabadságot ad, de nagyon frusztráltnak érzem magam, mert szeretem látni, ahogy valaki táncol, viszont utálom, ha túl sok a videó szerkesztés. Szeretem a felvételek egyenletességét, mert akkor lehet igazán érezni a test mozgását.

Mondino kitalálta a klipben látható dobozok koncepcióját, és Madonnával, valamint a táncosokkal koreográfiát adtak elő. A rendező elégedett volt, mivel a dobozok kis helye miatt nem volt sok mozgás, így meg tudta alkotni a kívánt grafikai és S&M képeket és koreográfiát. Dustin Robertson videószerkesztő szerint Mondinonak, és Madonnának ellentétes munkaetikája volt. Míg Mondino hűvös és laza volt, Madonna a részletekhez ragaszkodott, Mondino pedig csodálatosán bánt vele, hogy kihozza a tőle telhető legjobbakat.

### Megjelenés és összetétel

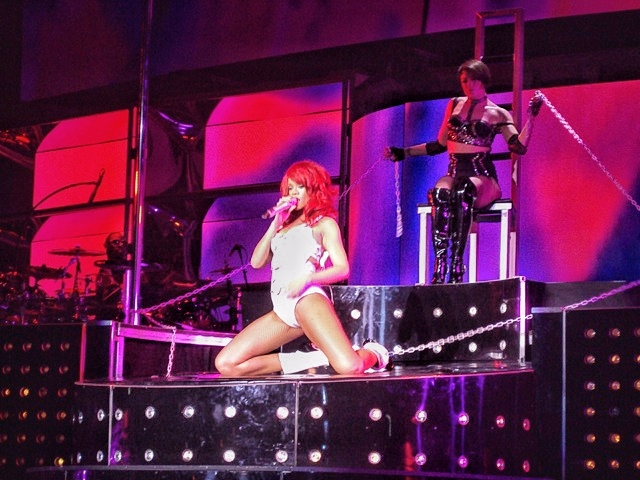
Egy kritikus megjegyezte, hogy a "Human Nature" hatással volt Rihanna 2011-es "S&M" kislemezéhez készült videoklipjére.

A videóklipet 1995. május 19-én mutatták be az MTV zenecsatornán. Madonna, és táncosai fekete bőr és latex ruhákban voltak láthatók. Az S&M ihlette ruhák a szövegben leírtak szerint a "korlátozásból való kitörést" jelképezték. A videóban barnának tűnő haja valójában szőke volt akkor. Hajába bőrcsíkokat font akkor, hogy beleolvadjanak a sötét hajba. A fodros afro frizura valójában egy hajdísz volt. A videó közepén Madonna és táncosai dobozban láthatók, és próbálnak kiszabadulni. Egy másik képsor azt mutatja, hogy az énekesnőt a táncosai által irányított köteleket belül dobálják. A videó azzal zárul, hogy Madonna egy széken ül, és egyenesen a kamerába néz, miközben ezt mondja: "Absolutely no regrets!" majd egy rövid felvétel során a szék mellett áll, miközben bokszol.
Rettenmund így dicsérte a videót: "Isten áldja [Mondino]...Madonna egyik legrosszabbul sikerült kislemezét, ennek ellenére az egyik legjobb videója... Egyszerűen színpadra állítva egyenlő részben vicces és szexi...Ha egyáltalán ez lehetséges egy videóban. Összefoglalva Madonna Madonna-szerűségét: Maga az emberi természet a "Human Nature" videó. Louis Virtel a The Backlottól a 22. helyre rangsorolta a videót a Madonna 55 legjobb videójának listáján, és "nyelves bőrnehezéknek" nevezte azt. Majd így folytatta: "Ritka, hogy Madonna lehetőséget kap arra, hogy egyszerre legyen durva, és vidám egy videoklipben", és ebben a videóban Madonna alapvetően azt csinál, amit akar. Csivavát üz, gúnyolódik a kamerába, mint egy unatkozó harmadikos?
Roger Beebe, a Medium Cool: Music Videos from Soundies to Cellphones című könyv egyik szerzője megjegyezte, hogy a videó jó példa arra, hogy a nézői impulzus felerősödött, de mi lesz ezután?  2011-ben Rihanna énekesnő az "S&M" című dalhoz készült klipjét hasonlították össze a "Human Nature" klipjével. James Montgomery az MTV Newstől azt mondta, hogy az "S&M" klip nem új koncepció, és hasonlít a Human Nature című kliphez. Montgomery azt is megjegyezte, hogy Christina Aguilera 2010-es "Not Myself Tonight" című kislemezéhez készült klipjét szintén a Human Nature ihlette, beleértve, hogy Aguilerát bőrruhákban ábrázoló jeleneteire, domináns attítűdjét, és fülledt székkel kapcsolatos tevékenységeit. Teljes egészében hasonló. A New York Times a "Not My Responsibility"-t, mely Billie Eilish Happier Than Ever című 2021-es stúdióalbumának egyik dala, – a Human Nature-val hasonlította össze, mondván, néha jobban felidézi Madonna 90-es évek közepének érzéki provokációit, mint bármelyik más kortárs album. A Now My Responsibility című kiadvány több "Human Nature" árnyalattal rendelkezik. A klip további inspirációt adott a 2001-es Bollywoodi filmnek, a Pyaar Tune Kya Kiya címűnek, ahol a "Kambaqt Ishq" című dal videójában erős inspirációt adott a Human Nature klipje. A videóklip megtalálható Madonna The Video Collection 93:99 és a Celebration: The Video Collection (2009) című kiadványokon.

## Élő előadások

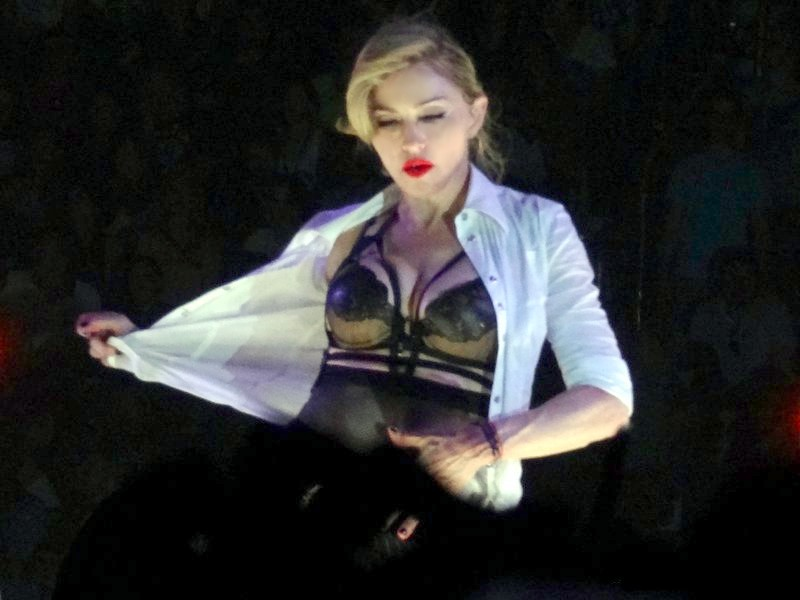
Madonna előadja a "Human Nature"-t a németországi Berlinben.

Madonna négy alkalommal adta elő a dalt, a 2001-es Drowned World Tour-on, tehenészlánynak öltözve, miközben lassan lovagolt egy mechanikus bikán, melyet Rob Mancini az MTV News-től varázslatosnak tartott. John McAlley (Entertainment Weekly) Madonna furcsa látványt idéz elő a bikán lévő mozgásaival. Hasonló értékelést osztott meg Alexis Petridis a The Guardiantól, aki megjegyezte, hogy a média erősen számolt be a turnéról, és minden részletet elérhetővé tett jóval a londoni show előtt. Mindazonáltal Madonna bikán ülve és a "Human Nature" előadásában a turné egyik legdöbbenetesebb pillanata volt szerinte. A dal előadását 2001. augusztus 26-án a Palace of Auburn Hillsben rögzítették, és a Drowned World Tour 2001 videóalbumon jelentették meg.
Madonna a 2008–2009-es Sticky & Sweet Tour-on ismét előadta dalt. Miközben elektromos gitáron játszott, vokóder hangefektusokat adott a háttérharmonikához. Az énekesnő fekete trikóban, és neccharisnyában volt látható. Fehér kalapot, és fekete bőrcsizmát viselt.. Az előadás alatt egy videó futott a háttérben, melyen Britney Spears volt látható, amint egy liftben rekedt, és megpróbál kiszabadulni, miközben a liftet rugja. Az előadás végén megnyílik az ajtó, és Spears Gimme More című dalából idéz egy mondatot az "It"s Britney Bitch" kifejezést. Madonna később elmagyarázta, hogy a videót Spears karrierjének analogiájának szánta, mondván, "Nem ez magyarázta meg, amit mondtam?" 2008. november 6-án a Los Angeles-i bemutatón a Dodger Stadionban Spears az előadás felénél csatlakozott Madonnához a színpadon. Aldin Vaziri a Gibson.com-től pozitív kritikát adott, és azt mondta, hogy a turné legjobb pillanata az volt, mikor Madonna felvette a fekete Les Paul gitárt, és Slash zenészt imitáta a dal előadásakor. Paul Schrodt a Silant Magazintól negatívan értékelte az előadást, mondván, hogy mire elkezdődött a Human Nature előadása, az összes egy elbaszott remix volt. Az előadást 2008 decemberében rögzítették Madonna négy fellépése során, mely szerepel a Sticky & Sweet Turné élő CD és DVD kiadványán.
2012-ben Madonna ismét előadta a dalt a The MDNA Tour show harmadik szegmensének részeként, miközben táncosai tükröket mozgattak körülötte. Közben levetkőzött. A 2012. június 7-i isztambuli koncerten Madonna rövid időre kitette a jobb mellét, majd ismét eltakarta. Ez kritikát váltott ki az életkorával kapcsolatban. Sophie Wilkinson a Heat Worlds-től azt kérdezte: "54 évesen túl öreg ahhoz, hogy kirakja a melleit?"  A sztriptíz más előadásokon is folytatódott, ahol turnézott. Az énekesnő hátára pedig legtöbbször szociális kérdésekről szóló üzeneteket írtak. Amy Odeil a The Huffington Post munkatársa azt mondta, hogy a gesztus életkora alapján történő kritizálása "nagyon archatkus üzenetet" hordoz, hozzátéve, hogy az 53 éves nőknek még mindig van mellük...és szexuális vágyuk!. A dal felvételét a 2012. november 19-20 közötti Miamiban, az American Airlines Arénában tartott előadásként rögzítették, mely 4. élő albumán a MDNA Tour-on jelent meg. 2015 áprilisában Madonna "Human Nature"-t, a "Hung Up"-pal együtt adta elő egyvelegként a Coachella Fesztiválon Drake fellépése közben, combig érő csizmában, és egy "Big as Madonna" feliratú felsőben. Ezután megcsókolta Brake-t, akinek döbbent arckifejezése népszerű lett az interneten. A rapper ezután elárulta, hogy valóban élvezte a csókot, és az Instagram fiókjában közzétett egy képet a pillanatról. Madonna a dalt előadta a Madame X Tour (2019–2020) első részében is.

## Számlista
| - UK kazetta single 1. "Human Nature" (Radio Edit) – 4:09 2. "Human Nature" (Chorus Door Slam with Nine Sample) – 4:48 - UK/Német CD maxi single 1. "Human Nature" (Radio Edit) – 4:09 2. "Human Nature" (Human Club Mix) – 9:05 3. "Human Nature" (The Runway Club Mix) – 8:19 4. "Human Nature" (Master With Nine Sample) – 4:48 5. "Human Nature" (I'm Not Your Bitch mix) – 8:11 - Digitális single (2020) / Ausztrália & Kanada CD maxi single 1. "Human Nature" (Radio Edit) – 4:09 2. "Human Nature" (Runway Club Mix Radio Edit) – 3:58 3. "Human Nature" (Runway Club Mix) – 8:18 4. "Human Nature" (I'm Not Your Bitch Mix) – 8:10 5. "Human Nature" (Howie Tee Remix) – 4:47 6. "Human Nature" (Howie Tee Clean Remix) – 4:46 7. "Human Nature" (Radio Version) – 4:30 8. "Human Nature" (Bottom Heavy Dub) – 8:08 9. "Human Nature" (Love Is the Nature Mix) – 6:41 | - US CD / kazetta/ 7" single 1. "Human Nature" (Radio version) – 4:30 2. "Sanctuary" (Album version) – 5:03 - US 12" maxi single 1. "Human Nature" (Runway Club Mix) – 8:18 2. "Human Nature" (I'm Not Your Bitch Mix) – 8:10 3. "Human Nature" (Runway Club Mix Radio Edit) – 3:58 4. "Human Nature" (Bottom Heavy Dub) – 8:08 5. "Human Nature" (Howie Tee Remix) – 4:47 6. "Human Nature" (Howie Tee Clean Remix) – 4:46 7. "Human Nature" (Radio Edit) – 4:07 - Német 12" single 1. "Human Nature" (Album version) – 4:54 2. "Bedtime Story" (Junior's Sound Factory Mix) – 9:15 3. "Bedtime Story" (Junior's Wet Dream Mix) – 8:33 |

## Slágerlista
| Slágerlista (1995)                     | Legjobb helyezések |
| Ausztrália (ARIA)                      | 17                 |
| Kanada Top Singles (RPM)               | 64                 |
| Eurochart Hot 100 (Music & Media)      | 39                 |
| Finland (Suomen virallinen lista)      | 7                  |
| Németország (Media Control Charts)     | 50                 |
| Iceland (Íslenski Listinn Topp 40)     | 28                 |
| Írország (IRMA)                        | 21                 |
| Italy (Musica e dischi)                | 10                 |
| Netherlands (Dutch Top 40 Tipparade)   | 19                 |
| Új-Zéland (Recorded Music NZ)          | 37                 |
| Skócia (Scottish Singles Top 40)       | 18                 |
| Svájc (Schweizer Hitparade)            | 17                 |
| Egyesült Királyság (UK Singles Chart)  | 8                  |
| Egyesült Királyság (UK R&B Chart)      | 2                  |
| US Billboard Hot 100                   | 46                 |
| US Cash Box Top 100                    | 28                 |
| US Hot Dance Club Songs (Billboard)    | 2                  |
| US Hot Dance Singles Sales (Billboard) | 2                  |
| US Hot R&B/Hip-Hop Songs (Billboard)   | 57                 |
| US Mainstream Top 40 (Billboard)       | 30                 |
| US Rhythmic (Billboard)                | 19                 |

| Slágerlista (1995)                 | Helyezés |
| ---------------------------------- | -------- |
| US Dance Club Songs (Billboard)    | 16       |
| US Dance Singles Sales (Billboard) | 49       |